# Detarium microcarpum

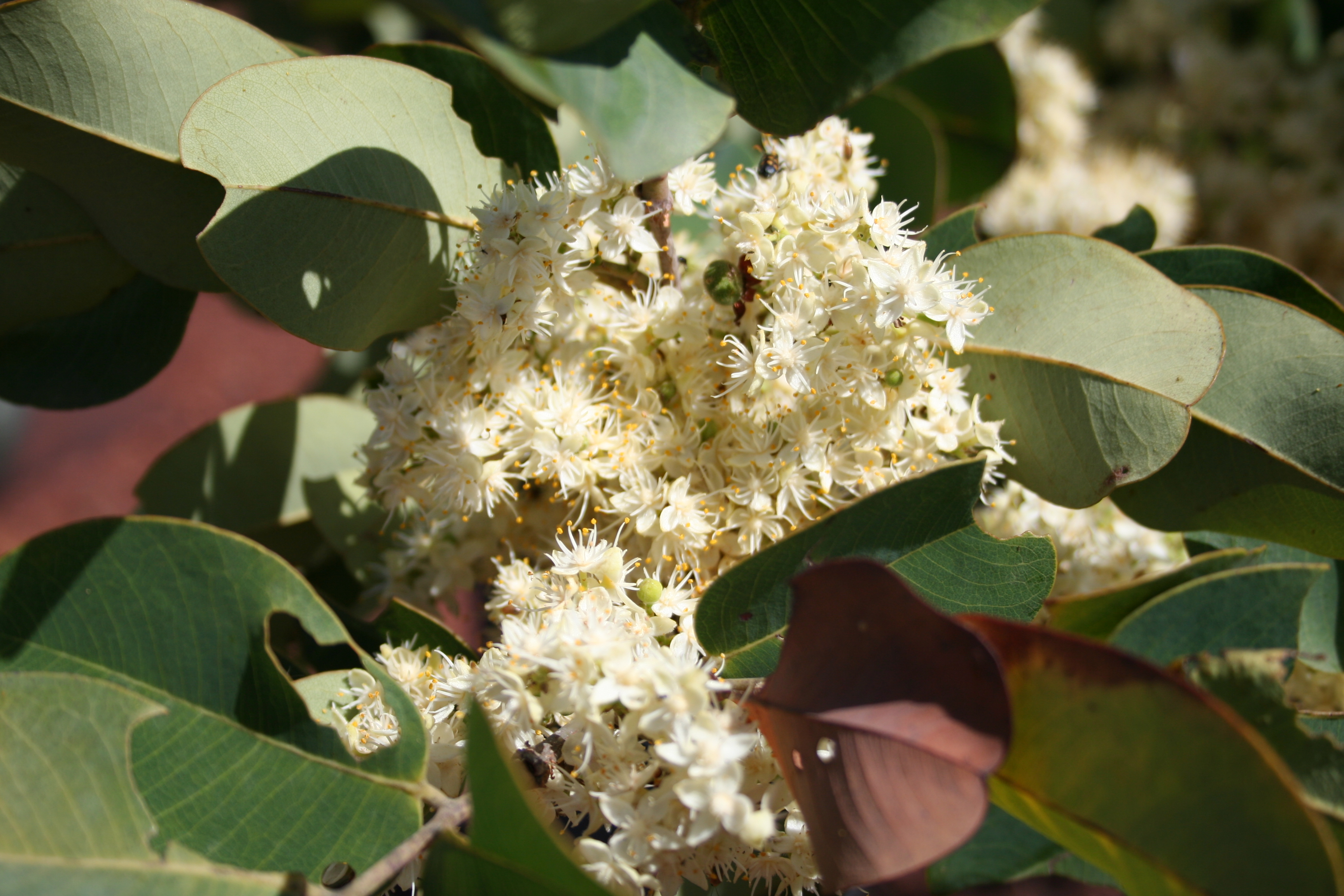
Blütenstand

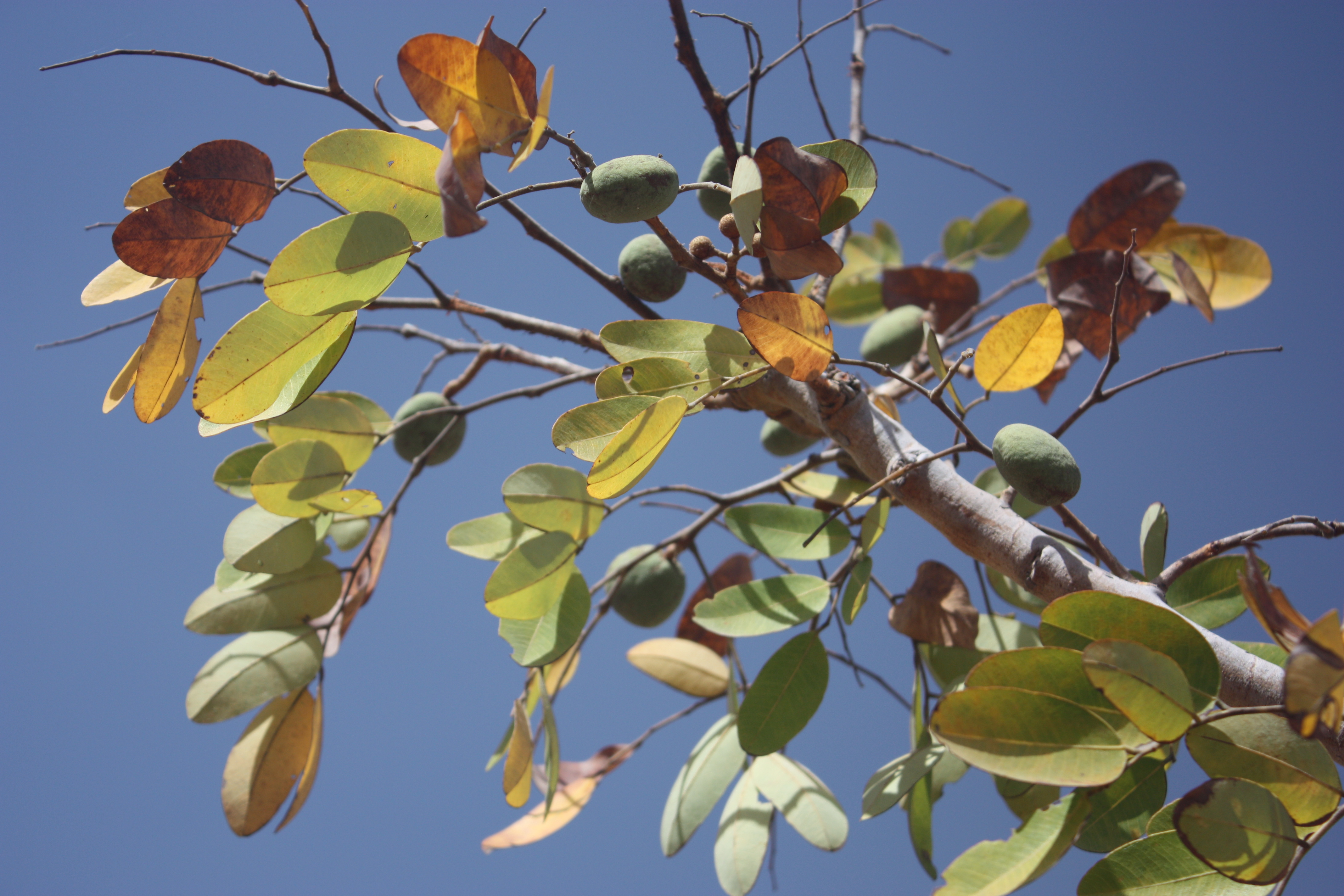
Zweig mit Laubblättern und jungen Früchten

Detarium microcarpum ist eine Pflanzenart aus der Gattung Detarium in der Unterfamilie der Johannisbrotgewächse (Caesalpinioideae) innerhalb der Familie der Hülsenfrüchtler (Fabaceae). Sie ist im nördlicheren Afrika verbreitet.

## Beschreibung

### Vegetative Merkmale
Detarium microcarpum wächst als laubabwerfender Strauch oder kleiner Baum und erreicht Wuchshöhen von bis zu 10 Metern. Die Borke ist gräulich-braun und relativ glatt und leicht bis grob schuppig bis mehr oder weniger würfelrissig oder noppig. 
Die wechselständigen und gestielten Laubblätter sind paarig gefiedert, mit etwa 6–10 Blättchen. Der Blattstiel ist bis 3 Zentimeter lang. Die kurz gestielten, mehr oder weniger gegenständigen, ledrigen und unterseits helleren Blättchen sind eiförmig bis elliptisch. Der Blättchenrand ist ganz und die Spitze ist abgerundet bis ausgerandet oder rundspitzig. Die Blättchenspreite besitzt lichtdurchlässige Punkte. Die Nervatur ist gefiedert und heller, mit unterseits erhabener Mittelader. Die kleinen Nebenblätter sind abfallend.

### Generative Merkmale
Die duftenden Blüten sind in einem achselständigen, kompakten und vielblütigen, rispigem Blütenstand angeordnet. Die sitzenden, duftenden, zwittrigen und weißen Blüten sind radiärsymmetrisch, vierzählig und mit einfacher Blütenhülle. Die Kronblätter fehlen und die Kelchblätter sind außen dicht haarig. Es sind meist 10 freie, vorstehende Staubblätter mit weißen Staubfäden und ein oberständiger Fruchtknoten mit einem weißen Griffel mit kleiner, kopfiger Narbe vorhanden.
Die rundlichen bis ellipsoiden, kahlen Steinfrüchte (oder steinfruchtartige Hülsenfrüchte) sind bräunlich und 2,5–4 Zentimeter groß. Sie enthalten ein grünes, süßliches und zweischichtiges Fruchtfleisch und in der Mitte einer knochigen und wollknäueligen Mesokarpschicht einen holzigen, einsamigen Kern (oder Steinkern). Der abgeflachte, rundliche, etwa 2 Zentimeter große, harte und glatte Samen ist braun und runzlig.
Die Chromosomenzahl beträgt 2n = 22.

## Verbreitung
Detarium microcarpum kommt natürlich in den trockeneren Regionen West- und Zentralafrikas (Benin, Kamerun, Zentralafrikanische Republik, Tschad, Gambia, Ghana, Guinea, Guinea-Bissau, Elfenbeinküste, Mali, Niger, Nigeria, Senegal, Sudan und Togo) vor.
Im Gegensatz zu den anderen Arten seiner Familie wächst Detarium microcarpum in der trockenen Savanne, während Detarium senegalense im Trockenwald wächst und Detarium macrocarpum im feuchten Wald wächst. Es gibt viele verschiedene Volksnamen für diese Art, darunter den süßen Dattock- oder Talgbaum und den französischen Dankh oder Petit Détar sowie Abu-laili (im Sudan) oder Tamba Dala (in Mali).
Die Vermehrung dieser Art kann vegetativ oder aus Samen erfolgen. Er ist außerdem in der Lage, sich durch die Regeneration von Stümpfen und Saugen aus Stümpfen oder Wurzeln zu vermehren, sowie sich durch verwurzelte Stecklinge und Pfropfen mit Schlingen aus reifen Bäumen zu vermehren. Diese Art kommt hauptsächlich auf flachen, steinigen und lateritischen Böden, oft auf Hügeln, sowie in Regionen mit einem jährlichen Niederschlag von 600–1000 mm vor. Es ist am häufigsten in bewaldeten Savannen oder halbgeräumten Trockenwaldgebieten und Brachflächen, die in sandigen oder harten Böden mit hohem Eisengehalt wachsen.

## Taxonomie
Detarium microcarpum wurde 1832 von Jean Baptiste Antoine Guillemin und George Samuel Perrottet in Florae Senegambiae Tentamen, seu Historia Plantarum in Diversis Senegambiae Regionibus a Peregrinatoribus Perrottet et Leprieur Detectarum Band 1, Seite 271 erstbeschrieben.

## Landwirtschaftliches
Die Samen von Detarium microcarpum können 5 Jahre lang bei Umgebungstemperatur (26 °C) gelagert werden. Der Samen muss bewässert werden, bevor er gepflanzt wird. Durch Eintauchen in kochendes Wasser oder Schwefelsäure, anschließendes  24 Stunden langes einweichen in lauwarmem Wasser und Entfernen des Samenmantels sind die Voraussetzungen für die Züchtung. Die Pflanzenteile können je nach Bedarf und Verfügbarkeit geerntet werden. Früchte können von März bis Mai geerntet und ein bis drei Jahre in Jutebeuteln gehalten werden. Die Blätter werden von April bis November geerntet und Wurzeln und Rinde werden das ganze Jahr über geerntet, die alle frisch oder getrocknet für die zukünftige Verwendung verwendet werden. Die natürliche Keimung kann jedoch durch Buschbrände und Trockenperioden behindert werden, was eine Bedrohung für Landwirte darstellt. Umfangreiche Obstsammlung, unkontrollierter Baumschnitt, Überweidung und Buschbrände stellen außerdem eine Bedrohung für die Art dar.

## Nutzung
Früchte, Samen und Blätter werden gegessen. Das Holz wird als Bau- und Möbelholz verwendet. Ferner gibt es zahlreiche Nutzungen der Blätter, Früchte und Rinde in der traditionellen Medizin.